# Station Tolworth
Tolworth is een spoorwegstation van National Rail in Kingston upon Thames in Engeland. Het station is eigendom van Network Rail en wordt beheerd door South Western Railway. 